# پاگشایی (فیلم)
«پاگشایی» (انگلیسی: Initiation (film)) یک فیلم است که در سال ۱۹۸۷ منتشر شد. از بازیگران آن می‌توان به میراندا اتو اشاره کرد.